# Bordovice
Bordovice är en ort i Tjeckien. Den ligger i den östra delen av landet, 280 km öster om huvudstaden Prag. Bordovice ligger 404 meter över havet och antalet invånare är 559.
Terrängen runt Bordovice är huvudsakligen kuperad, men åt nordväst är den platt.Runt Bordovice är det ganska tätbefolkat, med 62 invånare per kvadratkilometer. Närmaste större samhälle är Valašské Meziříčí, 15,5 km sydväst om Bordovice. I omgivningarna runt Bordovice växer i huvudsak blandskog.